# Ouislane
Ouislane (arabiska: ويسالن) är en stadskommun i Marocko. Den ligger i prefekturen Meknès och regionen Fès-Meknès, 130 km öster om huvudstaden Rabat. Antalet invånare var 87 910 vid folkräkningen 2014.